# Гінтерланд
Гінтерланд (нім. Hinterland) — зона впливу транспортного вузла, територія, що, завдяки його перевагам для транспортних потоків певних напрямків, орієнтується на нього.
Відповідно можна говорити про гінтерланди портів, залізничних станцій, аеропортів. Найчастіше цей термін вживається щодо морських портів і означає транспортну мережу, яка орієнтується на обслуговування певного порту.
Гінтерланд протиставляють форланду (нім. Vorland) — зовнішній зоні впливу, тобто іншим морським портам, у які з даного відправляються вантажі.